# IDOLATER
IDOLATER(아이도레터)은 일본의 여성 아이돌 그룹이다. 소속 사무소는 주식회사 아소비시스템.

## 개요
아소비시스템이 주최한 'ASOBI SYSTEM THE AUDITION 2018'의 파이널리스트에 의해 결성, 2019년 4월 20일 데뷔 라이브를 진행한다. 그룹명은 우상(=아이돌)을 숭배하는 자를 뜻하는 idolater에서 유래했다.
2022년에 발족해, 키무라 미사 (전 무스비즘) 종합 프로듀서한 아소비시스템의 신 프로젝트 「KAWAII LAB.」에 소속.

## 구성원
이름, 생년월일
- 오쿠다 아유(奥田 彩友, 2001년 1월 7일(24세)), 후쿠이현 출신 - 현 SWEET STEADY 멤버
- 츠키시로 쿠루미(月代 来実, 2001년 8월 9일(23세)), 사이타마현 출신 - 해산 후, 2024년 9월에 KAWAII LAB. MATES 가입
- 후시키 유키노(伏木 結晶乃, 1997년 7월 17일(27세)), 토야마현 출신
- 오오니시 후우카(大石 楓夏, 1999년 7월 25일(25세)), 치바현 출신
- 사츠키 리리카(砂月 凜々香, 2000년 8월 17일(24세)), 후쿠오카현 출신

### 전 구성원
- 야기 미나미(八木 みなみ, 2000년 12월 12일(24세)), 치바현 출신
  - 2020년 1월 24일 탈퇴.
- 아오노 치사토(青野 千聖, 2003년 5월 27일(21세)), 후쿠오카현 출신
  - 2020년 7월 31일 탈퇴.

## 작품

### 싱글
1. 消せない・・・ (2021년 11월 16일)

### 디지털 싱글
1. Swipin' Flickin' (2019년 4월 21일)
2. Still in the beginning (2019년 8월 17일)
3. Not your fault (2020년 2월 1일)
4. DIAMOND (2021년 6월 11일)
5. Over again (2021년 8월 13일)
6. Endless Summer (2022년 8월 31일)
7. Vapor City (2022년 11월 25일)
8. まほうのカギを手に入れたら (2022년 12월 16일)
9. エンドロールを迎えてしまう前に (2023년 4월 22일)
10. あいまいシルエット (2023년 5월 31일)
11. Promise (2023년 7월 20일)